# Iglesia de San Vicente de Paúl (Albacete)
La iglesia de San Vicente de Paúl es un templo religioso de culto católico situado en la ciudad española de Albacete.

## Historia
Íntimamente ligadas e integradas a la iglesia de San Vicente de Paúl se encuentran las hermanas mercedarias de la caridad, congregación que llegó a la ciudad de Albacete en 1945.

## Características
La iglesia está situada en el barrio Hospital de la capital albaceteña. Forma parte del arciprestazgo número dos de la ciudad, perteneciente a la diócesis de Albacete.